# سواناوانک
سواناوانک (ارمنی: Սևանավանք به معنی صومعه سوان) یک مجموعه صومعه حواری ارمنی واقع در استان گغارکونیک، ارمنستان می‌باشد. ساخت و ساز این ساختمان سده ۹ام میلادی به پایان رسید. این صومعه در نزدیکی شهر سوان در شمال غربی ساحل دریاچه سوان قرار دارد.
این صومعه در سال ۸۷۴ میلادی توسط شاهدخت ماریام دختر آشوت یکم بنا شده است

## نگارخانه

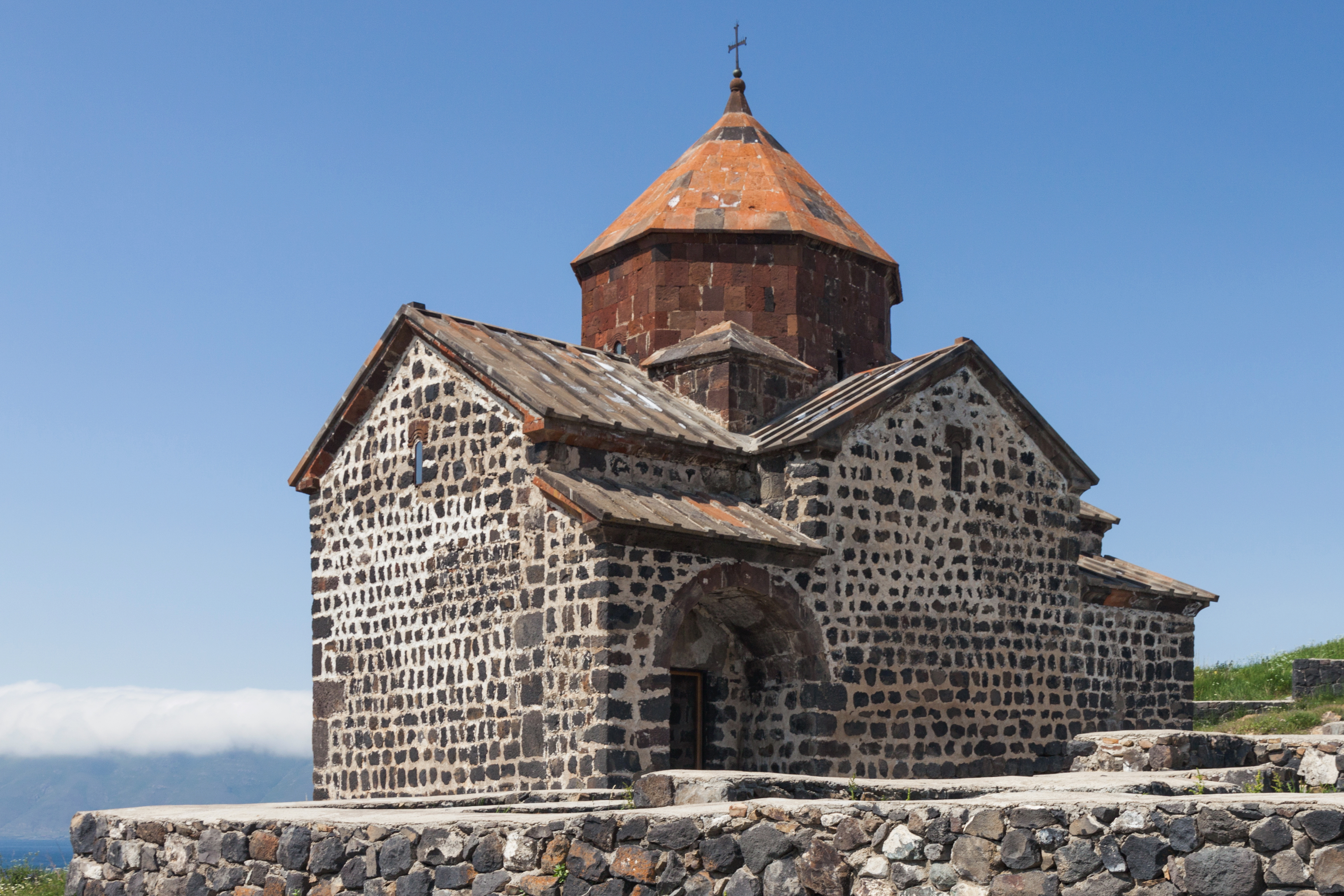
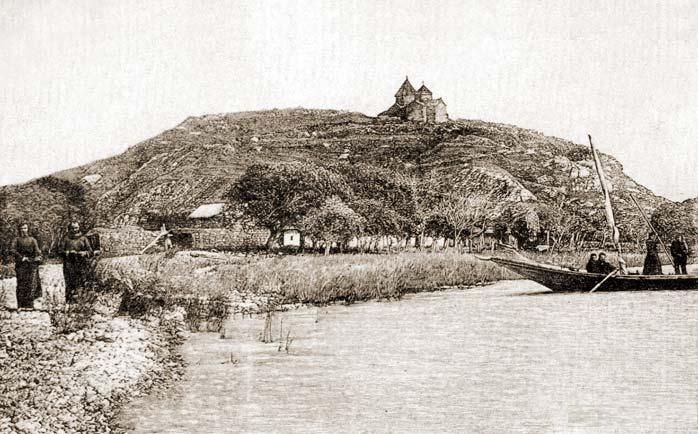
چزیره و صومعه سوان در طی سده ۱۹ام میلادی (پاریس، ۱۸۶۹, T. Deyrolle)
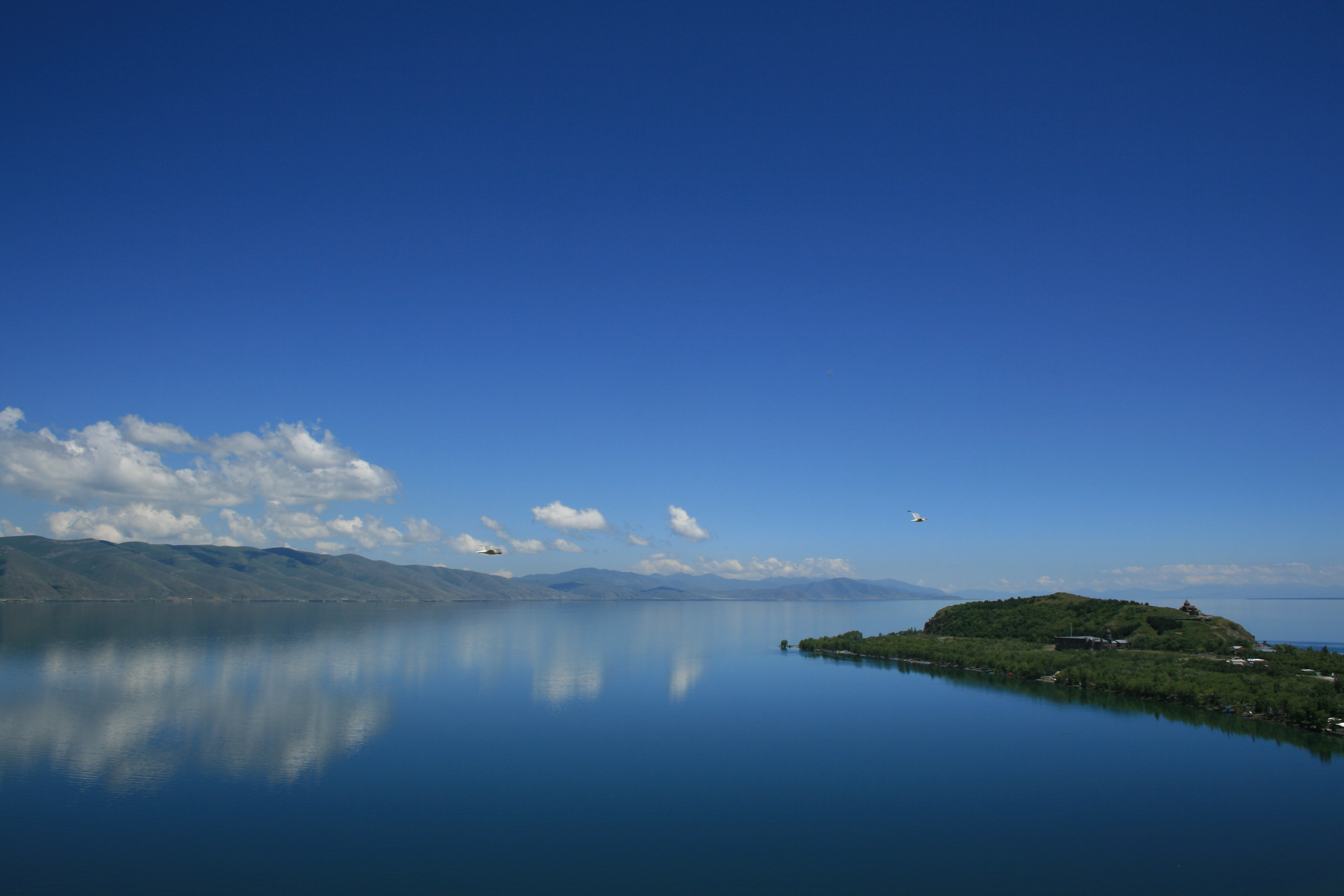
Sevanavank and peninsula along Lake Sevan
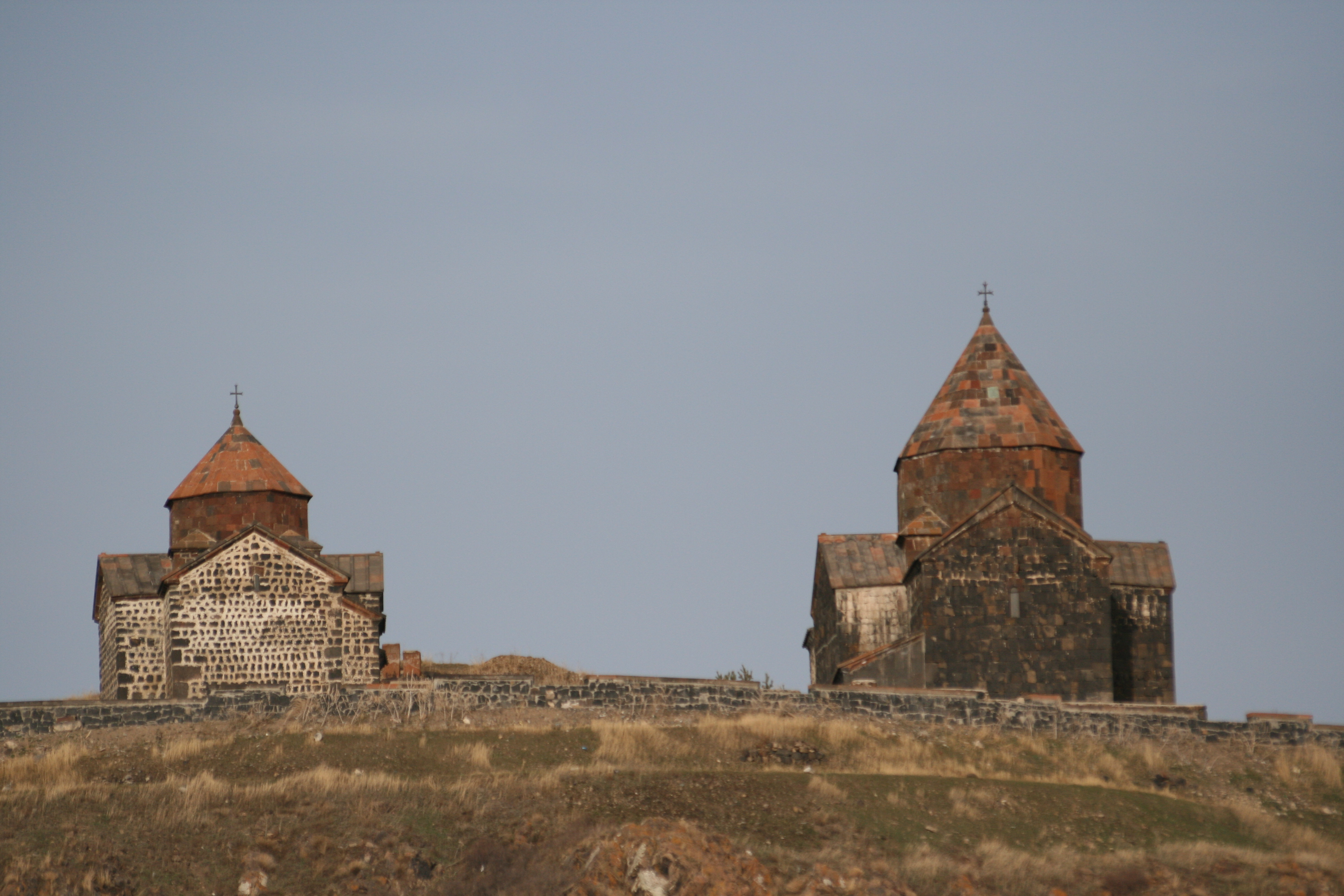
صومعه سواناوانک نمایی از دریاچه
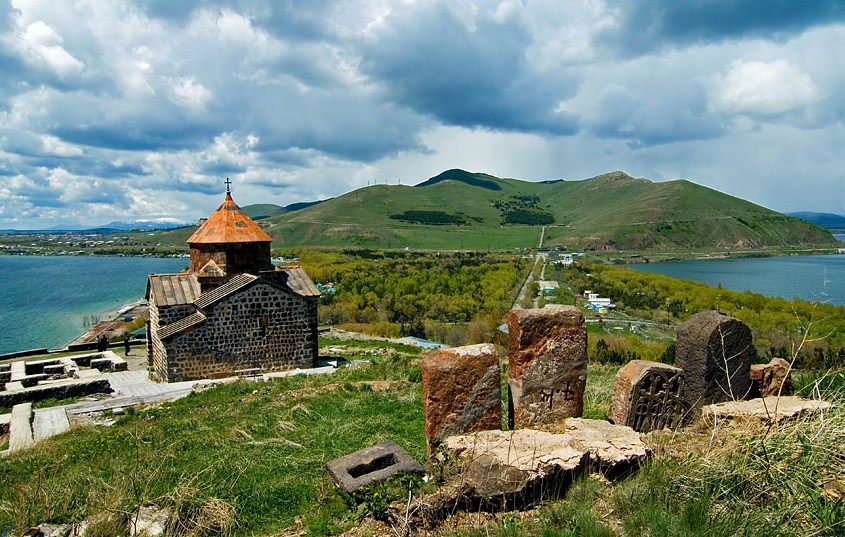
نمای از شبه‌جزیره
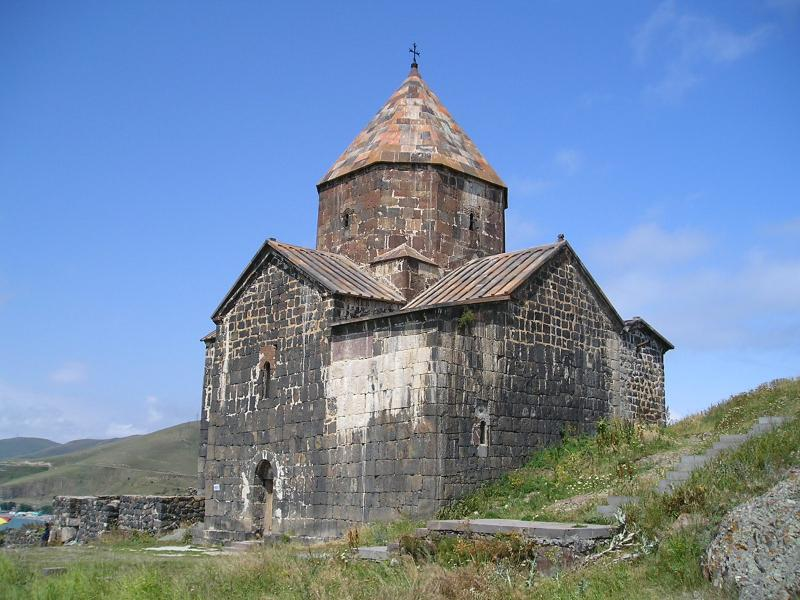
کلیسای آراکلوتس مقدس
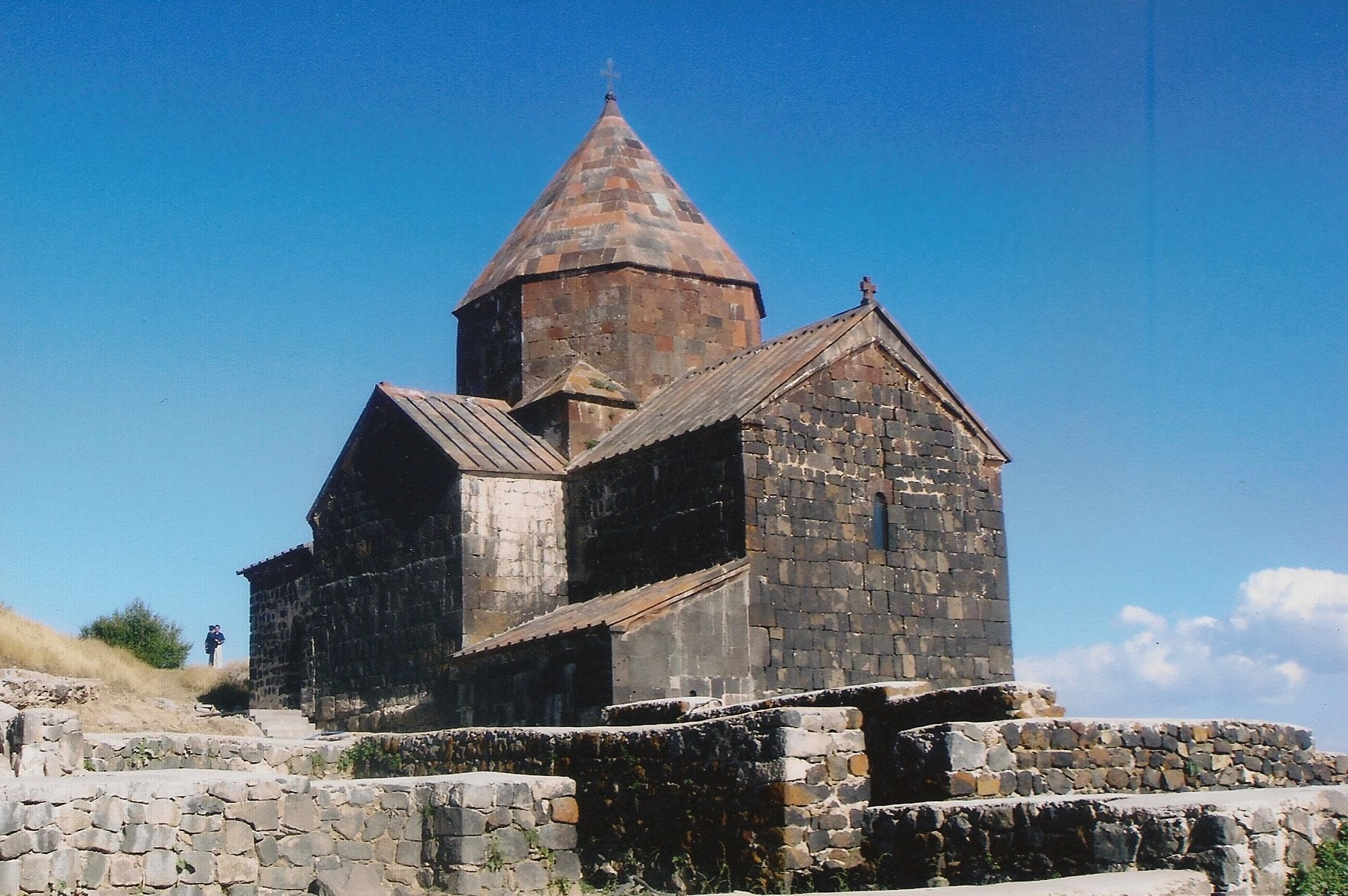
کلیسای آراکلوتس مقدس
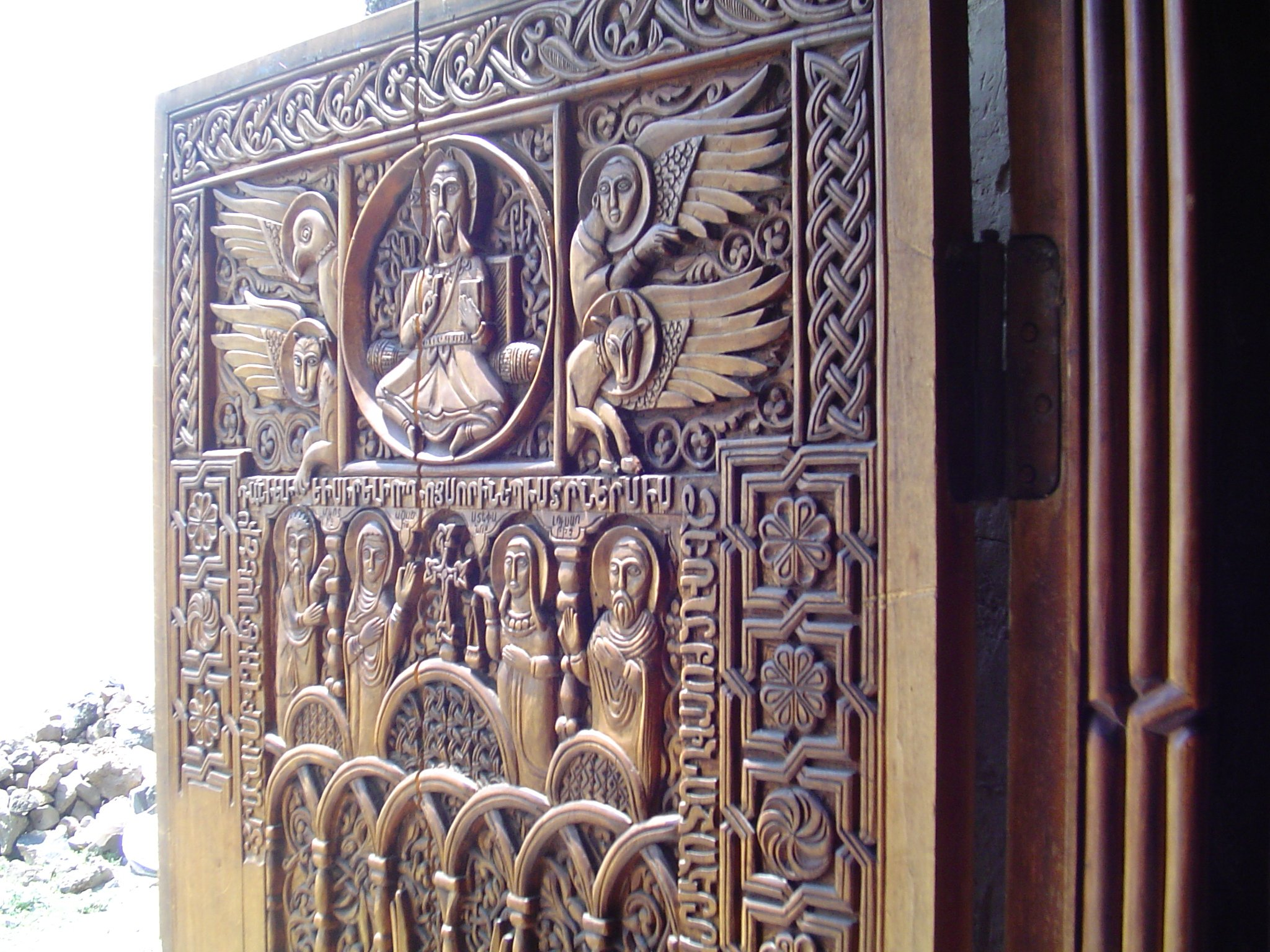
ورودی کلیسای آراکلوتس مقدس
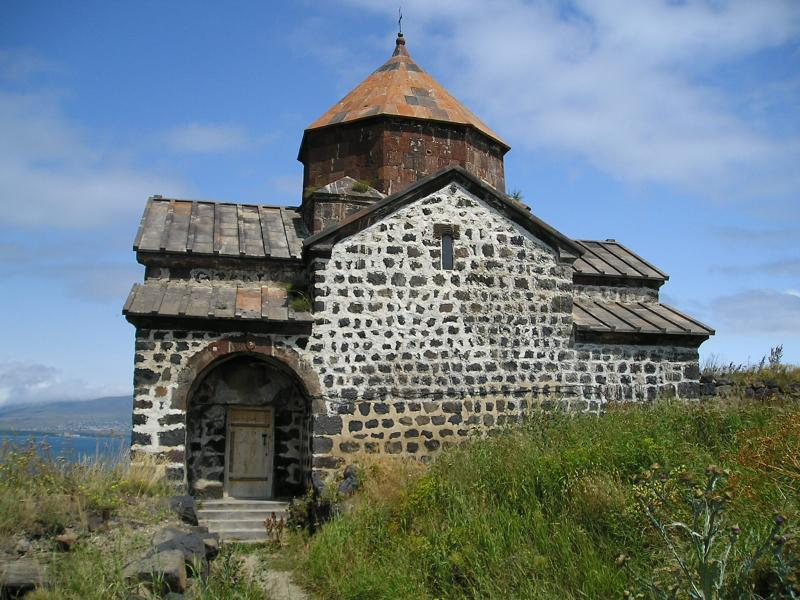
کلیسای آستواتساتسین مقدس
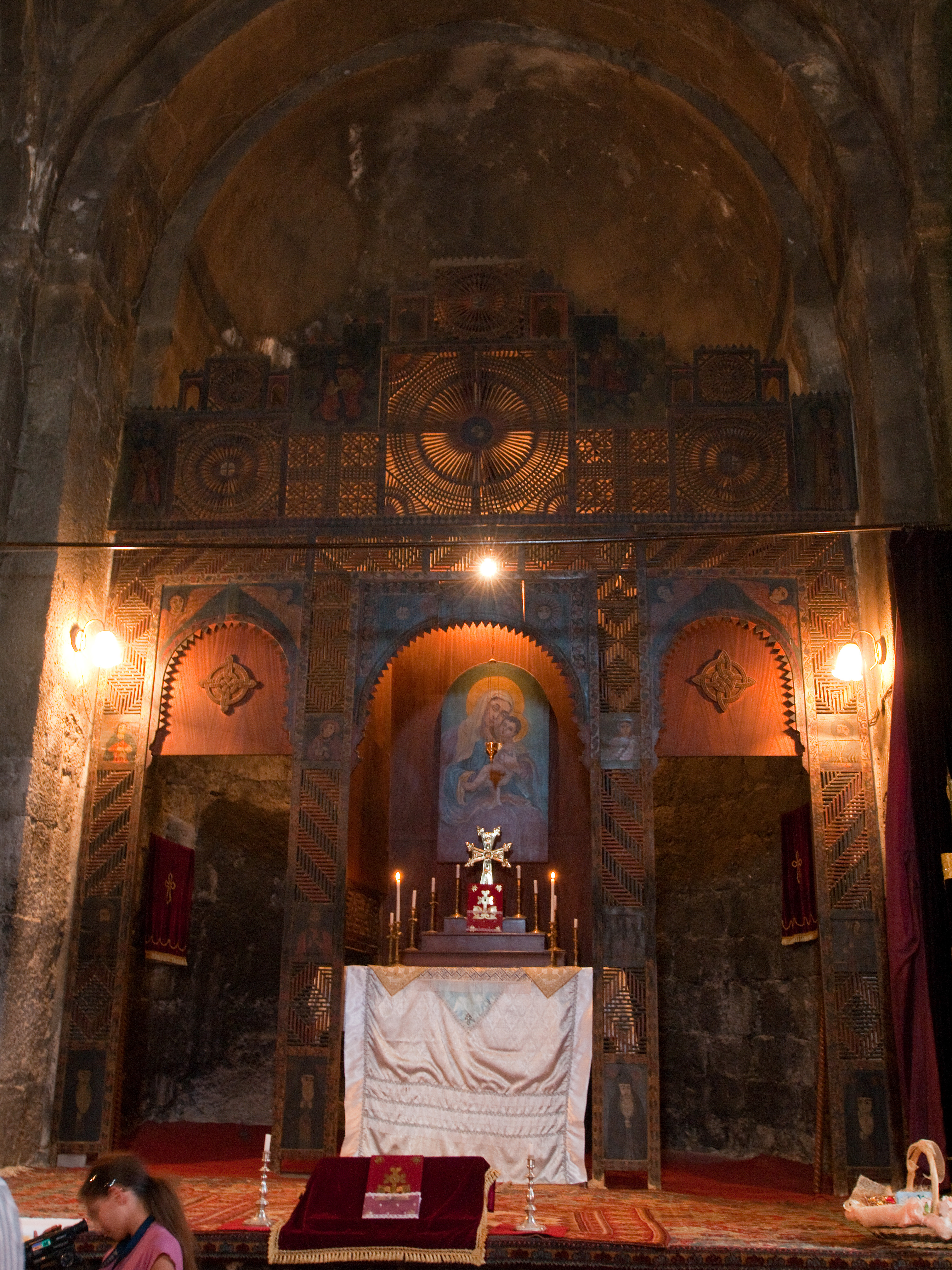
محراب آستواتساتسین مقدس
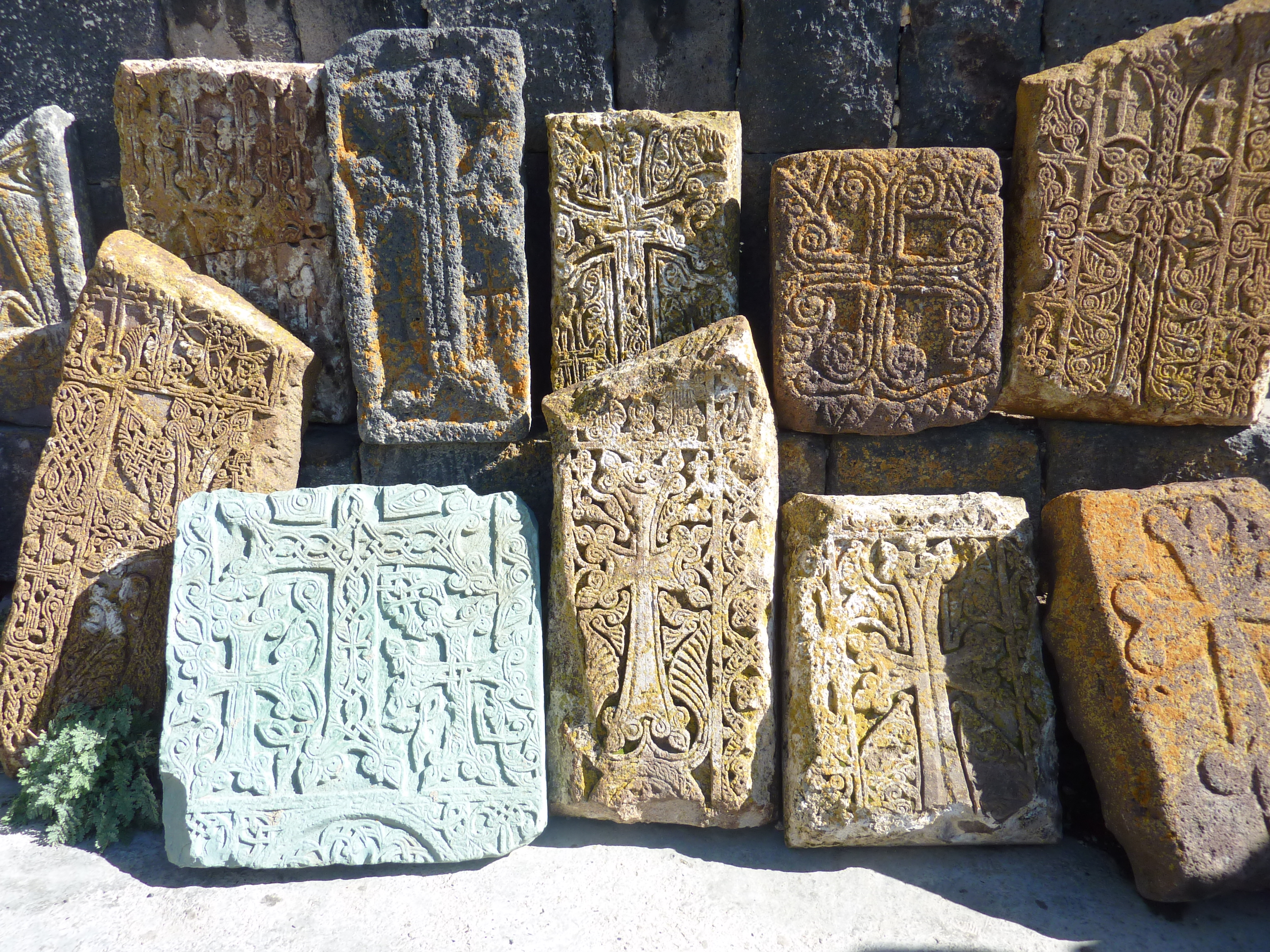
Khachkars along the ruins of the gavit